# دارن پاتر
دارن پاتر (انگلیسی: Darren Potter؛ زادهٔ ۲۱ دسامبر ۱۹۸۴) بازیکن فوتبال اهل جمهوری ایرلند است.
از باشگاه‌هایی که در آن بازی کرده‌است می‌توان به باشگاه فوتبال میلتون کینز دونز، باشگاه فوتبال ساوت‌همپتون، باشگاه فوتبال ولورهمپتون واندررز، باشگاه فوتبال شفیلد ونزدی، باشگاه فوتبال لیورپول، باشگاه فوتبال بلکبرن روورز، باشگاه فوتبال اورتون،اشاره کرد.
وی همچنین در تیم ملی فوتبال جمهوری ایرلند بازی کرده‌است.